# リエンツィ
『リエンツィ、最後の護民官』（Rienzi, der letzte der Tribunen）WWV.49はリヒャルト・ワーグナーが1840年に作曲した5幕から成るオペラ。単に『リエンツィ』と呼ばれることが多く、『リエンチ』とも表記される。エドワード・ブルワー＝リットンの小説『リエンツィ、最後のローマ護民官』（Rienzi, the Last of the Roman Tribunes）を原作とし、作曲者本人の台本による。
タイトルロールのリエンツィは、14世紀のローマに実在した政治家コーラ・ディ・リエンツォ（またはリエンツィ、1313年-1354年）のことである。ワーグナーは台本を作成する際に、史実およびブルワー＝リットンの原作を改変し、民衆の支持を得たリエンツィが政権を手にするものの、やがて当の民衆から反逆され彼らに殺される物語とした。

## 概要
ワーグナーは本作を「大悲劇オペラ」（große tragische Oper）と呼んでおり、初期の大作として知られている。ワーグナーの作品目録（WWV）では49番目である。
初演は1842年10月20日、ドレスデンのゼンパー・オーパーにて行われている。これによって作曲者はドレスデンのオペラ総監督に就任した。作曲当時のワーグナーはパリで金銭的に不遇な生活を送っていたが、初演が成功したことで、本格的にオペラ作曲家としての道を歩むこととなった。
日本初演（抜粋ではない通し上演の初演）は1998年11月に藤沢市民オペラによって行われた。
あまりに長大であることやバイロイト音楽祭の演目にも入っていないことなどから上演頻度は低く、次作『さまよえるオランダ人』以降のワーグナー作品と比べると知名度は下回っている。ただし序曲は演奏会などでよく演奏される。アリアの聴きどころは第5幕の「リエンツィの祈り」が有名である。

## 作曲の経緯
1836年（1837年夏とも）にケーニヒスベルクの宮廷劇場の指揮者を務めていたワーグナー（当時23歳）は、エドワード・ブルワー＝リットンの小説『コーラ・ディ・リエンツィ、最後の護民官』（1835作）を読み、これに興味を持ったワーグナーはこの原作を基にしたオペラの作曲を決心する（ただし、このアイデア自体はかなり以前に友人が勧めていた模様）。
まず台本を書き上げる。執筆が遅れることもしばしばあったが、彼がリガに移住した1838年の夏頃に全体の台本を一通り完成させている。音楽はその年のうちに着手され、翌1839年の4月9日に第2幕のみを書き上げた。だが多額の借金を抱えた状態の生活から脱するために、ワーグナーと妻ミンナはリガを離れ、ロンドン経由をして極秘にパリへと向かう。これにより作曲は一旦中断する。
第3幕以降の作曲は1840年2月にパリで行われた。全体の草案と序曲を10月に書き上げ、同年の11月19日に全曲を完成させる。

## 初演とその後
ワーグナーは完成した『リエンツィ』をパリで上演することを切望していたが、これが結果的に叶うことがなかったため、やむなくドレスデンで上演することに決める。そして同地の宮廷歌劇場の総監督リュッティヒャウに総譜を渡し、翌1841年6月に劇場側から正式に採用され、1842年10月20日、ドレスデンのザクセン宮廷歌劇場でカール・ゴットリープ・ライシガーの指揮で行われ、大成功を収める。当時革命の気運が高まっていたことに影響して、聴衆から熱狂的に受け入れられたことが要因であった。これによってオペラ作曲家としての門出を華々しく飾ったのである。
なおワーグナーは、初演直前のリハーサルに参加しており、そこで熱心に指導したと伝えられる。
『リエンツィ』の初演が熱狂的な成功を収めたことによって、ドレスデンでは1873年までに100回、1908年までに200回上演されている。このことから分かる通り、ワーグナーが作曲したオペラの中では最も成功した作品の一つでもあった。

## 原作と台本
- エドワード・ブルワー＝リットンの同名の小説による（1835）。これを基にワーグナーが台本を作成。

## 楽器編成
この形は当時ジャコモ・マイヤベーアがパリで自作の5幕物オペラに使った楽器編成とほとんど同じである。巨大ではないがクライマックスが頻繁に続くため、トランペットが4管で使われている。
- 木管楽器:フルート2、ピッコロ(第3フルート持ち替え)、オーボエ2、クラリネット2、ファゴット2、セルパン（またはコントラファゴット）
- 金管楽器:ヴァルヴホルン2、ナチュラルホルン2、ヴァルヴトランペット2、ナチュラルトランペット2、トロンボーン3（アルト・テナー・バス各1）、オフィクレイド（現代ではテューバで代用）
- 打楽器:ティンパニ、シンバル、トライアングル、大太鼓、小太鼓、テナードラム、タムタム
- その他:ハープ、弦五部（14型）

### バンダ
- 舞台上：(トランペット1：ただし次の12人のトランペット隊から編成できる)、オルガン、鐘。
- ブラスバンド：トランペット12、トロンボーン6、バスチューバ4、小太鼓10、中太鼓4。

## 演奏時間
およそ3時間40分（各幕…第1幕:35分、第2幕:55分、第3幕:40分、第4幕:20分、第5幕:25分）。
1842年の10月20日に初稿が初演されているが、『わが生涯』によると初日の公演は幕間も含めて6時間以上を要したと伝えられる。当初ベルリオーズのオペラ『トロイアの人々（トロイ人）』と同じくあまりに長大なために、作曲者は二晩に分けて上演する方法を考えたが、聴衆が2回分のチケットの料金を払うのを嫌がったことからこれは実現しなかった。だがワーグナーは二晩分けて上演する方法の他に、短縮版により一晩で上演する方法も用意した。これが現在オイレンブルクなどで出版されている現行版である。実際のドイツのオペラハウスの上演はこの短縮版をさらにカットしたものであり、上演時間は1回休みを入れ2時間半程度である。
近年の初稿の上演としてはエドワード・ダウンズがBBCノーザンシンフォニアで演奏したものがあり、上演時間は4時間30分ぐらいであった。
出典（ショット社のピアノスコアと新全集版、オイレンブルク版のスコア、HRフランクフルト放送協会)

## 登場人物
| 人物名                     | 声域         | 役                 |
| -------------------------- | ------------ | ------------------ |
| コーラ・リエンツィ         | テノール     | 教皇の公証人       |
| イレーネ                   | ソプラノ     | リエンツィの妹     |
| ステファーノ・コロンナ     | バス         | コロンナ家の当主   |
| アドリアーノ               | メゾソプラノ | コロンナの息子     |
| パオロ・オルジーニ         | バリトン     | オルジーニ家の当主 |
| ライモンド                 | バス         | 教皇の特使         |
| バロンチェリ               | テノール     | ローマの市民       |
| チェッコ・デル・ヴェッキオ | バス         | ローマの市民       |
| 平和の使者                 | ソプラノ     |                    |
| エロルド                   | テノール     | 講和使節           |

その他:伝令官、ローマの貴族と家臣たち、ローマの市民たち、元老院議員たち、教団の僧侶と修道士たち、コロンナ家とオルシーニ家の配下の人々、ミラノとロンバルディアの人々、大使たち、平和の使者たち

## 構成
時と場所:14世紀半ばのローマ。

### 第1幕：ローマ市内のリエンツィ家の前
公証人リエンツィは、貴族たちの暴政に不満を露わにしていた民衆から指導者となって欲しいという訴えを請われ、これを聞き入れたリエンツィは貴族の暴政を解放し、救済者として歓迎される。そして支持を得て護民官の位に就く。

### 第2幕：カピトールの広間
貴族たちはリエンツィを暗殺しようと画策する。貴族コロンナの息子アドリアーノは、リエンツィの妹イレーネを愛していたため、この仲間に加わることが出来ない。貴族の一人オルジーニはリエンツィを殺害しようとするが失敗し、オルジーニとその同僚はすぐさま捕縛され、民衆は彼らに対して死刑にせよと迫る。しかしリエンツィは、アドリアーノの懇願を聞き入れて謀反者たちを許す。

### 第3幕：古代の広場
一命を取り留めた貴族たちは護民官に対して反乱を起こす。リエンツィは貴族たちを制圧するが、この反乱を阻止しようとしていたアドリアーノは、父の死を見てリエンツィを罵る。

### 第4幕：ローマ市内のラテラーノ教会の前

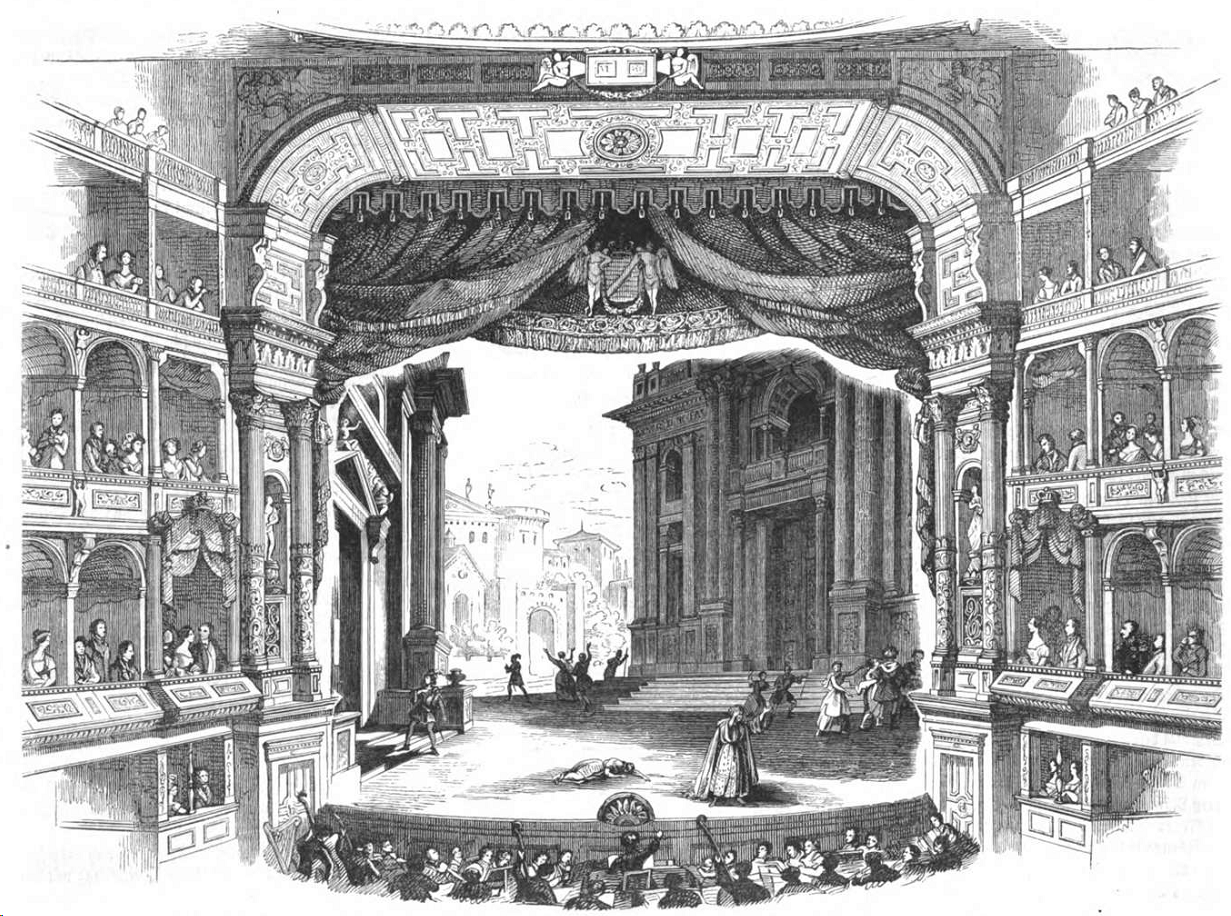
第4幕の終盤が上演された時のスケッチ

神聖ローマ帝国の新しい皇帝は、教皇と結託してリエンツィを弾圧し、民衆もリエンツィに対して次第に反感を抱くようになる。父の仇を討とうとするアドリアーノは、この気分を煽り立てる。民衆はついに反抗の火の手を掲げ、カピトールを焼き放つ。そして暴動へ発展する。

### 第5幕：カピトールの広間とその前の広場
民衆はリエンツィに向かって石や火を投げつけ、暴動は次第に過激を増してゆく。大広間の中にいたリエンツィとイレーネは、イレーネを救出しようと駆け入ったアドリアーノと共に、崩壊する殿堂の下敷きとなり、炎にのまれる。
(出典：Opernhandbuch:RO・Handbuch.)

## 『リエンツィ』とアドルフ・ヒトラー
『リエンツィ』はナチス・ドイツの独裁者アドルフ・ヒトラーに大きな影響を与えた作品であるとされる。トーマス・グレイは以下のように述べている。
リエンツィの生涯の足跡の一歩一歩 ―― ……人民の指導者として喝采を受け、軍事面で苦闘し、敵対派閥を暴力的に抑圧し、裏切られ、……そして最後に犠牲となって死ぬ ―― をヒトラーが自分の空想の糧としていたであろうことは疑いようがない。

ヒトラーの少年期の友人であったアウグスト・クビツェクによると、『リエンツィ』を1906年または1907年に鑑賞した若きヒトラーは、この作品に強く影響されて政治を志すようになったという。1939年のバイロイト音楽祭でヒトラーと再会したクビツェクが、『リエンツィ』に大興奮した時のことを覚えているかと訊ねたところ、ヒトラーは「あの時に全てが始まった」と答えたとされる。クビツェクのこれらの証言の信憑性は今では強く疑問視されているものの、確かな事実としてヒトラーは『リエンツィ』の自筆譜を所有していた。これは1939年、ヒトラー50歳の誕生日に本人希望の品としてプレゼントされたものである。その後『リエンツィ』の自筆譜は総統地下壕に持ち込まれ、ヒトラーの死とともに行方不明となった。なおヒトラーは他にワーグナーの初期のオペラ『妖精』や『恋愛禁制』の自筆譜も所有していたが、これらも『リエンツィ』の自筆譜と同じ運命を辿ったと考えられている。
ニュルンベルクのナチ党党大会では、開会式の音楽として『リエンツィ』の序曲が使われていた。アルベルト・シュペーアの回想によると、ある時ロベルト・ライが、開会式の音楽を『リエンツィ』序曲ではなく他の現代の楽曲にしてはどうかと提案したことがあった。ヒトラーは以下のように答えてこれを拒否したという。
「ライよ、党大会を『リエンツィ』序曲で始めるのには特別な意味があるんだ。単なる音楽上の問題じゃない。宿屋の息子だったリエンツィは24歳という若さで、ローマ帝国の偉大な過去をローマの人たちに思い出させて元老院を打ち倒させたんだ。若い頃、この神聖な音楽をリンツの歌劇場で聴いた時に、私もいつの日にかドイツ帝国を統一してこの国をもう一度偉大な存在にするという明確な目標を持ったんだ。」

## 参考資料
- 『最新名曲解説辞典 歌劇2』（音楽之友社）
- 『新グローブ オペラ事典』（スタンリー・セイデイ著,白水社）
- Grey, Thomas S. (ed.), (2008) The Cambridge Companion to Wagner, Cambridge: Cambridge University Press.
- Karlsson, Jonas, (2012). "'In that hour it began'? Hitler, Rienzi, and the Trustworthiness of August Kubizek's The Young Hitler I knew", The Wagner Journal, vol. 6 no. 2 (2012), 33–47.
- Kershaw, Ian (2000). Hitler 1936-1945: Nemesis. London: Allen Lane: The Penguin Press. ISBN 978-0713992298.
  - （日本語版）イアン・カーショー（著）、福永美和子（訳）『ヒトラー（下） 1936-1945 天罰』、白水社、2016年、ISBN 978-4-560-08449-6。
- ヨアヒム・ケーラー、橘正樹（訳）「第2章 最後の護民官」『ワーグナーのヒトラー ――「ユダヤ」にとり憑かれた預言者と執行者』三交社、1999年11月15日、43-66頁。ISBN 4-87919-141-8。
- Carnegy, Patrick (2006). Wagner and the Art of the Theatre. Yale University Press. ISBN 0-300-10695-5
- Speer, Albert (1976). Spandau: The Secret Diaries. Macmillan
- Vaget, Hans Rudolf (2003). The political ramifications of Hitler's cult of Wagner, Hamburg, 2003. Accessed 29 December 2009.